# Großherzogtum Berg
Das Großherzogtum Berg (auch Großherzogtum Kleve und Berg, französisch Grand-Duché de Berg et de Clèves) war ein von 1806 bis 1813 bestehender napoleonischer Satellitenstaat. Hauptstadt war Düsseldorf, wo das frühere Jesuitenkloster und das Statthalterpalais an der Mühlenstraße als Regierungssitze dienten. Das bei Düsseldorf gelegene Schloss Benrath fungierte als Residenz.
Das Großherzogtum Berg ging im Kern aus dem Herzogtum Berg hervor und wurde aus zahlreichen weiteren Territorien mit unterschiedlichen konfessionellen Traditionen gebildet. Als Gründungsmitglied des Rheinbundes trat das Land am 1. August 1806 aus dem Heiligen Römischen Reich aus. Zunächst von Joachim Murat und dann ab Juli 1808 von Napoleon selbst regiert, war das de jure souveräne Großherzogtum de facto ein Satellitenstaat des Kaiserreichs Frankreich. Neben dem Königreich Westphalen sollte es als Modellstaat für die übrigen Rheinbundstaaten dienen und anfänglich als Pufferstaat („État intermédiaire“) Frankreich gegen Preußen absichern.
Es kam zu Reformen der Verwaltung, der Justiz, der Wirtschaft und zu Agrarreformen. Das bergische Heer kämpfte in verschiedenen Feldzügen während der Koalitionskriege.
Im Jahre 1808 grenzte das Großherzogtum Berg an das Kaiserreich Frankreich (Département de la Roer, Département de Rhin-et-Moselle), das Königreich Holland, das Fürstentum Salm, das Herzogtum Arenberg-Meppen, das Königreich Westphalen, das Großherzogtum Hessen und das Herzogtum Nassau. Ab dem Jahr 1811, nach der französischen Annexion bergischer Gebiete nördlich der Lippe, grenzte das Großherzogtum im Norden an zwei der sogenannten hanseatischen Departements des Kaiserreichs Frankreich, an das Département de la Lippe und an das Département de l’Ems-Supérieur.
Im Land konnte sich in der kurzen Zeit des Bestehens kein signifikantes National- oder Landesbewusstsein entwickeln. Dabei spielte nicht zuletzt eine Rolle, dass aus verschiedenen Gründen weder der Landadel, noch das Bürgertum oder die unteren Schichten das System geschlossen unterstützten. Ausgelöst von wirtschaftlichen Krisen und im Unmut gegen Truppenaushebungen kam es 1813 zu schweren Unruhen, die militärisch niedergeschlagen wurden (→ „Knüppelrussenaufstand“). Nach dem Zusammenbruch der napoleonischen Herrschaft fielen die meisten Gebiete als Ergebnis des Wiener Kongresses an Preußen.

## Geschichte

### Zeit unter Murat
Am 2. Dezember 1805 besiegten französische Truppen unter Napoleon in der Schlacht bei Austerlitz österreichische und russische Truppen (Zar Alexander I. und Kaiser Franz I. hatten sich verbündet). Danach zogen die russischen Truppen zurück und Franz I. unterschrieb den Frieden von Pressburg. Der Dritte Koalitionskrieg endete für Frankreich erfolgreich; es begann damit, einige deutsche
Staaten in ein Bündnis unter seiner Hegemonie einzubinden. Dies führte wenige Monate später zum Untergang des Heiligen Römischen Reichs und zur Gründung des Rheinbundes. Am 15. März 1806 trat König Maximilian I. Joseph von Bayern sein Herzogtum Berg an Napoleon ab. Kurbayern hatte sich bereits im Dezember 1805 im Vertrag von Schönbrunn im Tausch gegen das Fürstentum Ansbach dazu verpflichtet.
Napoleon übertrug noch am selben Tag die Souveränität über die Herzogtümer Berg und Kleve an seinen Schwager, den französischen Prinzen Joachim Murat, der dadurch zunächst noch für wenige Monate ein deutscher Reichsfürst wurde. Das Territorium des am 15. Februar 1806 von Preußen abgetretenen Herzogtums Kleve (der nach 1795/1797/1801/1803 verbliebene rechtsrheinische Rest) wurde mit dem Herzogtum Berg verbunden. Damit knüpfte man an die historische Klever Union an, die Kleve und Berg von 1521 bis zum Ausbruch des Jülich-Klevischen Erbfolgestreits im Jahr 1609 verbunden hatte. 
Murat nahm sein Land am 19. März 1806 in Köln zunächst als Herzog von Kleve (Cleve) und Berg förmlich in Besitz und ließ sich acht Tage später von den Landständen in Düsseldorf huldigen. Als Finanzminister, als provisorischer Minister-Staatssekretär sowie als Präsident des bergischen Staatsrats setzte Jean Antoine Michel Agar 1806 bis 1808 die Direktiven Murats um. Als Residenzen bei seinen seltenen Aufenthalten nutzte Murat das Statthalterpalais in der Düsseldorfer Mühlenstraße, die schon in kurpfälzischer Zeit die Züge eines Regierungsviertels angenommen hatte, und das Schloss Benrath.
Im Juli 1806 erklärte Murat auf der Grundlage der Rheinbundakte und im Zuge der Gründung des Rheinbundes den Austritt aus dem Heiligen Römischen Reich. Mit Wirkung vom 1. August 1806 beanspruchte er unter gegenseitiger Anerkennung der Signatarstaaten die Souveränität und nahm gemäß Artikel 5 der Rheinbundakte den Titel eines Großherzogs an. Mit der Rheinbundakte erfolgte die Mediatisierung der bergischen Unterherrschaften Broich und Hardenberg und der im Norden gelegene Enklave Limburg-Styrum, der Herrschaften Gimborn-Neustadt und Homburg sowie einiger nassau-usingischer Besitzungen. Auch kamen die Stadt Deutz, die Stadt und das Amt Königswinter sowie das Amt Vilich hinzu, wodurch die Grenzlinie am Rhein abgeschlossen wurde. Im Süden wurden die aus nassau-oranischem Besitz stammenden Fürstentümer Siegen, Dillenburg und Hadamar nebst der Herrschaft Beilstein, ferner die Herrschaften Wildenburg, Westerburg und Schadeck sowie der rechts der Lahn gelegene Teil der Grafschaft Wied-Runkel hinzugefügt. Im Nordosten, also im westfälischen Raum, wurde der neue Staat um die Grafschaften Horstmar, Bentheim und Steinfurt, das Fürstentum Rheina-Wolbeck sowie die in der Grafschaft Bentheim gelegene niederländische Herrschaft Lage erweitert. Diese Besitzungen waren von den übrigen Landesteilen geographisch getrennt und nur über eine Verkehrsverbindung durch das Fürstentum Salm erreichbar.
Das klevisch-bergische Großherzogtum wurde nach der Niederlage Preußens bei Jena und Auerstedt (14. Oktober 1806) und dem Frieden von Tilsit erneut erweitert. Bis zum Januar 1808 kamen folgende meist ehemals preußische Gebiete hinzu: die Stifte Elten, Essen und Werden, die Grafschaft Mark mit Lippstadt, das Erbfürstentum Münster, die Grafschaft Salm-Horstmar, die Grafschaften Tecklenburg nebst Herrschaft Rheda und Lingen, die ehemalige Reichsstadt Dortmund sowie die nassauischen Gebiete um Siegen und Dillenburg. Die Stadt Wesel wurde dagegen im Januar 1808 Teil Frankreichs; die gut ausgebaute Zitadelle Wesel diente auch zur Kontrolle des Großherzogtums.

### Direkte napoleonische Herrschaft

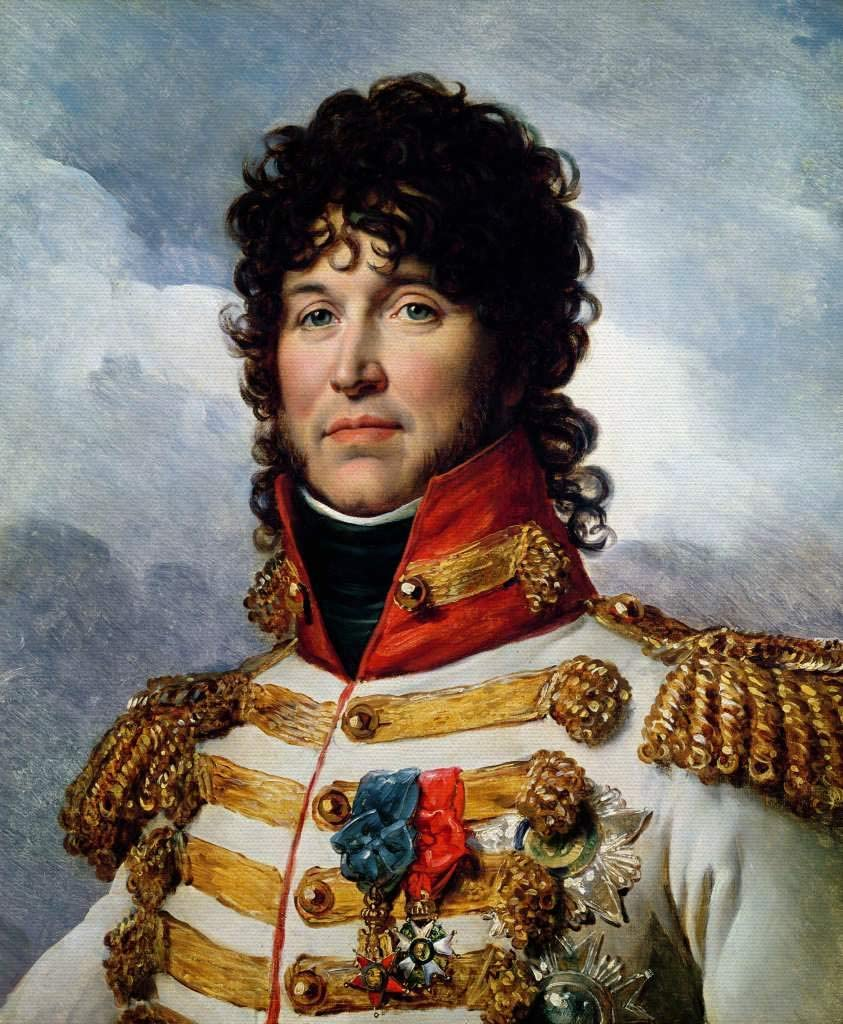
Joachim Murat in der Uniform der bergischen Kavallerie, 1806–1808 Großherzog von Berg, Porträt von François Gérard, etwa 1808

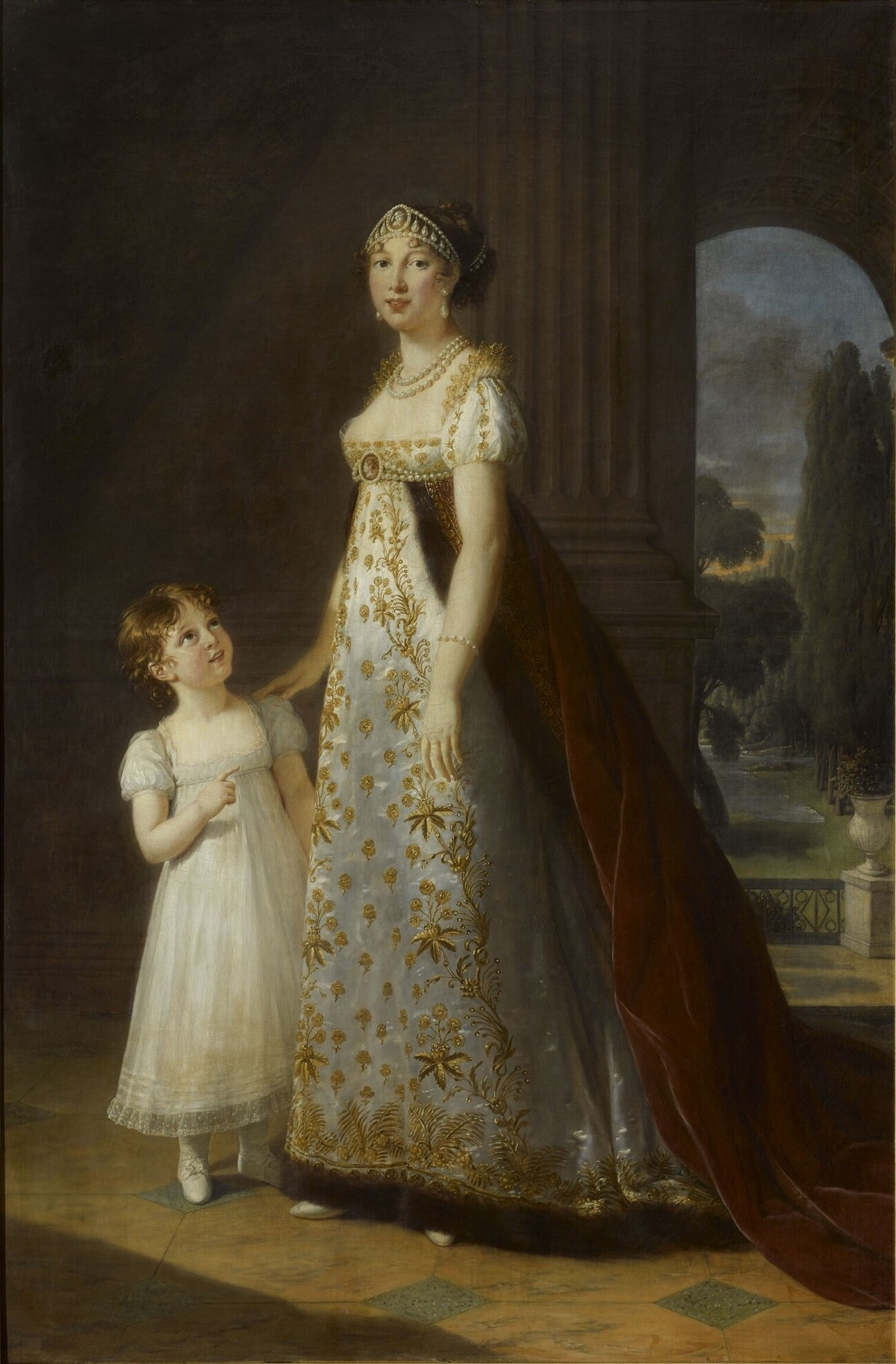
Großherzogin Caroline mit Tochter Laetitia, der Äbtissin des Stifts Elten, im Jahr 1807

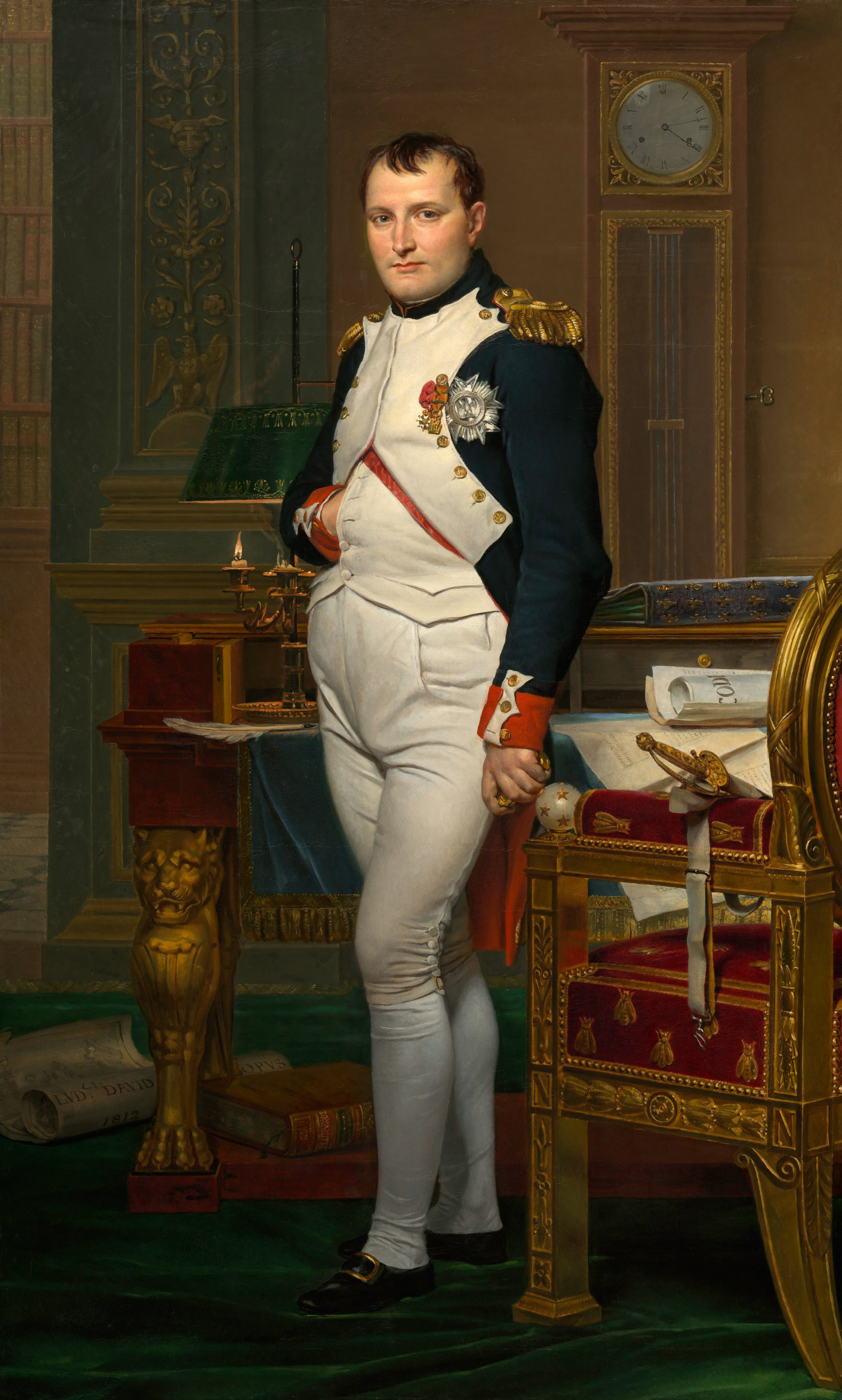
Napoleon, 1808–1809 Großherzog von Berg, 1808–1813 Regent von Berg, 1806–1813 Protektor des Rheinbundes: „Es war seit langem mein Wunsch, nach der Eroberung Ägyptens Düsseldorf einzunehmen …“

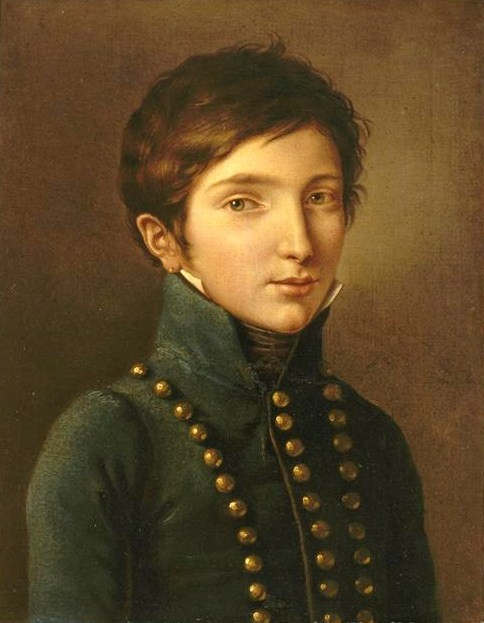
Napoléon Louis Bonaparte, 1809–1813 Großherzog von Berg, Gemälde von Félix Cottrau

Gemäß dem Vertrag von Bayonne vom 15. Juli 1808 ernannte Napoleon Joachim Murat zum König von Neapel und übernahm ab diesem Zeitpunkt in Personalunion mit dem französischen Kaisertum auch die Herrschaft über das Großherzogtum Berg. Durch die Personalunion Frankreichs und Bergs wurde eine Annexion vermieden, die nach der Rheinbundakte nicht zulässig war. Als Minister-Staatssekretäre für Angelegenheiten des Großherzogtums Berg bei der kaiserlichen Regierung zu Paris fungierten Michel Gaudin (bis 31. Dezember 1808), Hugues-Bernard Maret (1. Januar 1809 bis 23. September 1810) und Pierre-Louis Roederer (24. September 1810 bis November 1813). Mit ihnen stand der Kaiserliche Kommissar Jacques Claude Beugnot als Verwaltungschef der großherzoglichen Regierung zu Düsseldorf in ständiger Korrespondenz. Insofern konnte das Großherzogtum selbst kaum eine eigenständige politische Rolle spielen. Im April 1808 erreichte das Großherzogtum Berg eine Ausdehnung, die es in der Folgezeit nicht mehr übertreffen sollte.
Am 3. März 1809 ernannte Napoléon seinen vierjährigen Neffen Napoléon Louis Bonaparte zum Großherzog von Berg. Er war der älteste lebende Sohn des Königs von Holland und der Bruder des späteren Napoleon III. Da Napoléon Louis noch nicht volljährig war und da Napoléon seinem Bruder Louis, dem König von Holland, die Regentschaft über das Großherzogtum Berg wegen schwerwiegender Meinungsverschiedenheiten über die Durchsetzung der Kontinentalsperre nicht überlassen wollte, zog es der Kaiser vor, die bergische Regentschaft selbst zu übernehmen.
Nach der Abdankung des Königs von Holland am 1. Juli 1810 war das Großherzogtum Berg einige Tage lang in Personalunion mit dem Königreich Holland verbunden, weil infolge der Abdankung seines Vaters der fünfjährige Großherzog von Berg auch König von Holland geworden war. Diese Personalunion fand ihr rasches Ende durch die französische Annexion Hollands am 9. Juli 1810. Das Großherzogtum blieb zunächst von einer Annexion verschont. Erst am 13. Dezember 1810 beschloss der französische Senat zur Durchsetzung der Kontinentalsperre die Annexion der klevischen und bergischen Gebiete nördlich einer Linie von der Lippe über Haltern, Telgte bis Borgholzhausen, um sie den neu geschaffenen Departements Ober-Ems und Lippe einzugliedern.
Im Jahre 1811 besuchte Napoleon das Großherzogtum und seine Hauptstadt Düsseldorf mit dem Ziel, die auftretenden Schwierigkeiten – etwa durch Kontakte mit Persönlichkeiten der bergischen Administration und Wirtschaft – persönlich zu erörtern und in Augenschein zu nehmen. Um die bergische Bevölkerung für Frankreich und für ihn als Regenten Bergs gewogen zu halten, ließ er eine bergische Gewerbeausstellung organisieren, die er auch besuchte, ordnete eine Verschönerung der ab 1801 beseitigten Stadtbefestigung Düsseldorfs an und stellte hierfür eine bestimmte Geldsumme zur Verfügung. Das städtebauliche „Embellissement“ setzten die beauftragten Planer, insbesondere Maximilian Friedrich Weyhe, mit einem System von Boulevards, Esplanaden und landschaftlich gestalteten Parkanlagen in der Folgezeit schrittweise um. Unter anderem wurde ein Sicherheitshafen angelegt und nördlich davon der Hofgarten bis an den Rhein erweitert.

## Reformen und innere Entwicklung

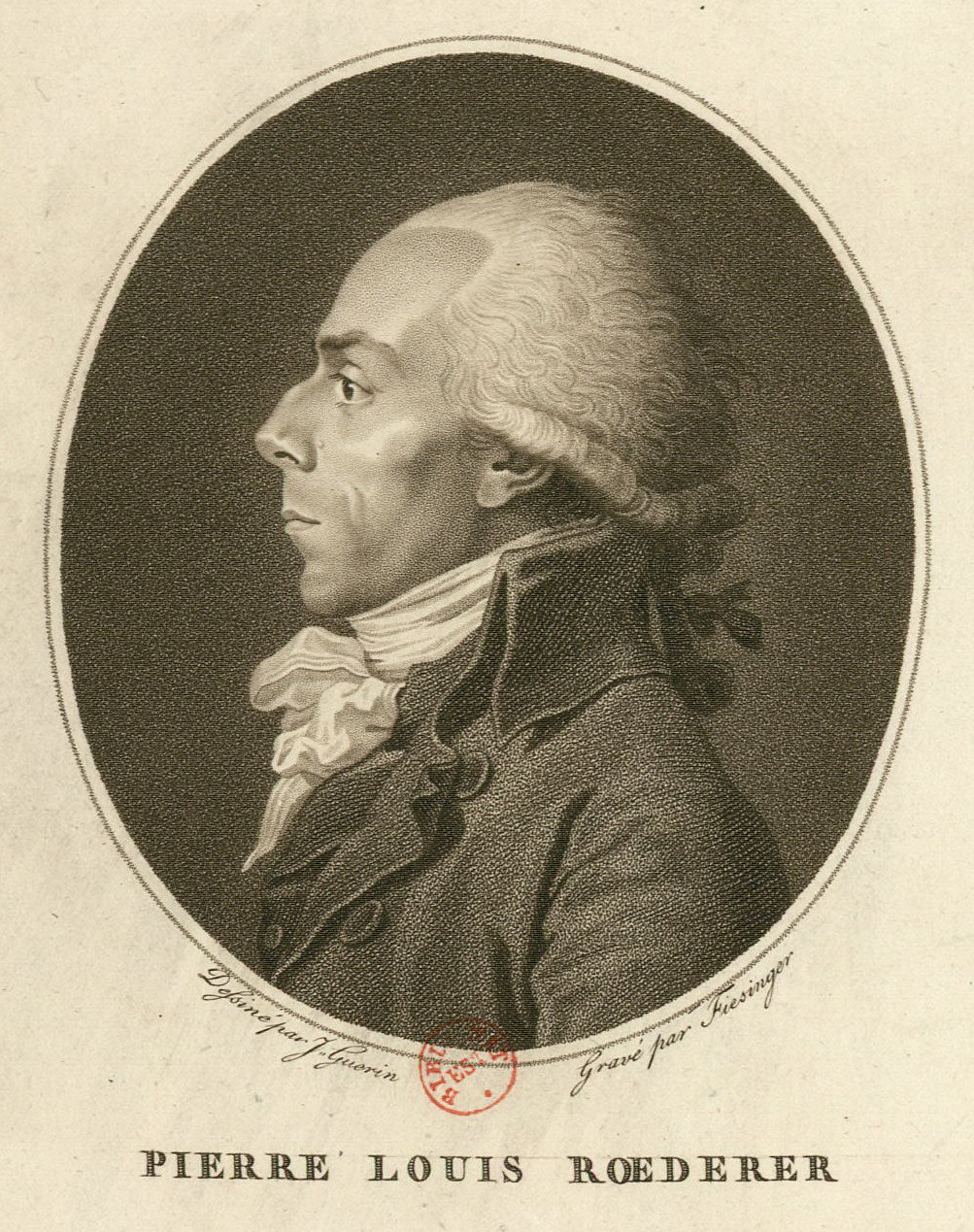
Pierre-Louis Roederer, in Paris zuständiger Minister für das Großherzogtum

Als Modellstaat kam es im Großherzogtum zu zahlreichen Reformen in der Verwaltung, der Justiz und anderen Bereichen. Allerdings setzte diese Phase erst nach dem Wechsel von Murat, der nur kurze Zeit überhaupt in seinem Herrschaftsgebiete verbrachte, zu Napoleon im Jahr 1808 ein. Anders als im Königreich Westphalen kam es nicht zur Einführung einer wirklichen Verfassung. Anders als dort wurden die Reformen nicht auf der Basis einer Verfassung, sondern auf dem Verordnungsweg durchgeführt. Anders als im Königreich Westphalen, wo mit einem Schlag das französische Vorbild der Staatsorganisation eingeführt wurde, ging man im Großherzogtum behutsamer vor. Auch der kaiserliche Kommissar und Vertreter Napoleons in Düsseldorf, Jacques Claude Beugnot, warnte vor übereilten Schritten.

### Rechtssystem

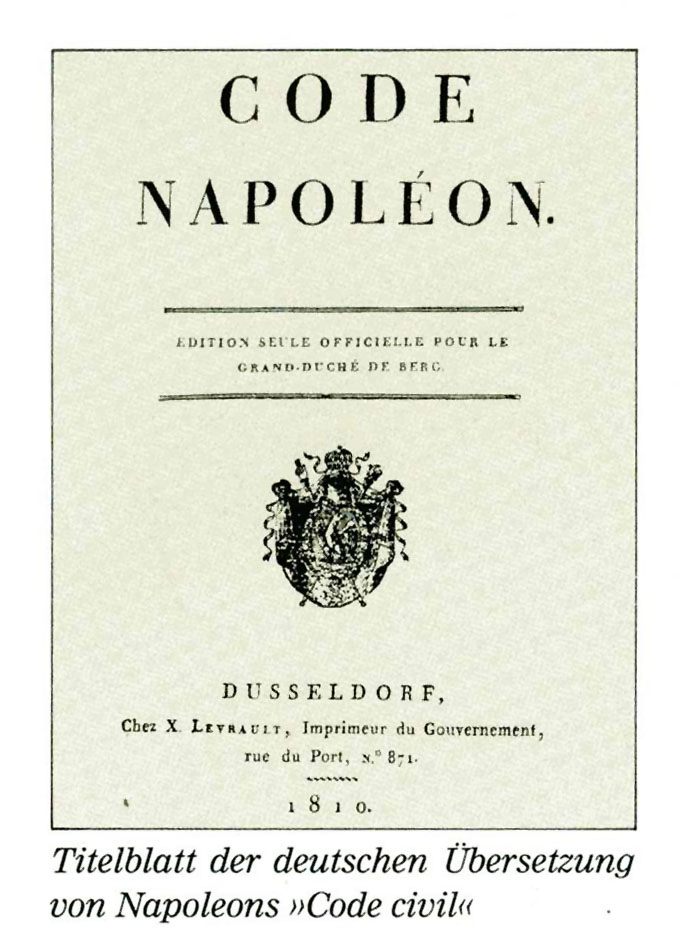
Code Napoléon, Düsseldorfer Ausgabe von 1810

Eingeführt wurde der Code civil als Grundlage der Rechtsprechung im Jahr 1810. Auch der Code pénal wurde eingeführt. Zwei Jahre später wurde die Justizorganisation nach französischem Vorbild umgebildet. Dazu gehörten sowohl die französischen Gerichtsverfahren als auch die Notariatsordnung. Damit war endgültig die Trennung der Rechtsprechung von der Verwaltung vollzogen. Bei der Einführung des französischen Systems kam es – durchgesetzt vor allem von einheimischen Beamten – allerdings zu Modifikationen, um regionale Anforderungen besser zu berücksichtigen. Grundsätzlich war die Gleichheit aller vor dem Gesetz verwirklicht. In der Praxis erwies sich die Umsetzung des neuen Justizwesens jedoch als schwierig. So war das Justizpersonal oft mit den neuen Vorschriften nicht vertraut.
Aus dem bergischen Sicherheitskorps und den Dillenburger Husaren wurde ab 1806 unter der Bezeichnung „Landjäger“ eine Landespolizei gebildet.

### Verwaltungsstrukturen
Ein Staatsrat, der allerdings erst 1812 auch so genannt wurde, war für Regierung und Gesetzgebung zuständig. Darin vertreten waren Beamte aus den annektierten Gebieten. Anfangs wurde der Staatsrat von Beugnot übergangen, der in diesem eine Einschränkung seiner Machtposition sah. Als es aber zu Problemen mit der Durchsetzung der französischen Gesetzgebung kam, sah Beugnot sich gezwungen, auf den Sachverstand der Mitglieder des Staatsrates zurückzugreifen. Seither wurde dieser stärker an der Gesetzgebung beteiligt. Der Staatsrat konnte nicht gegen die französische Politik arbeiten, aber diese doch verändern. Dadurch unterschied sich schließlich das bergische von dem französischen Recht.

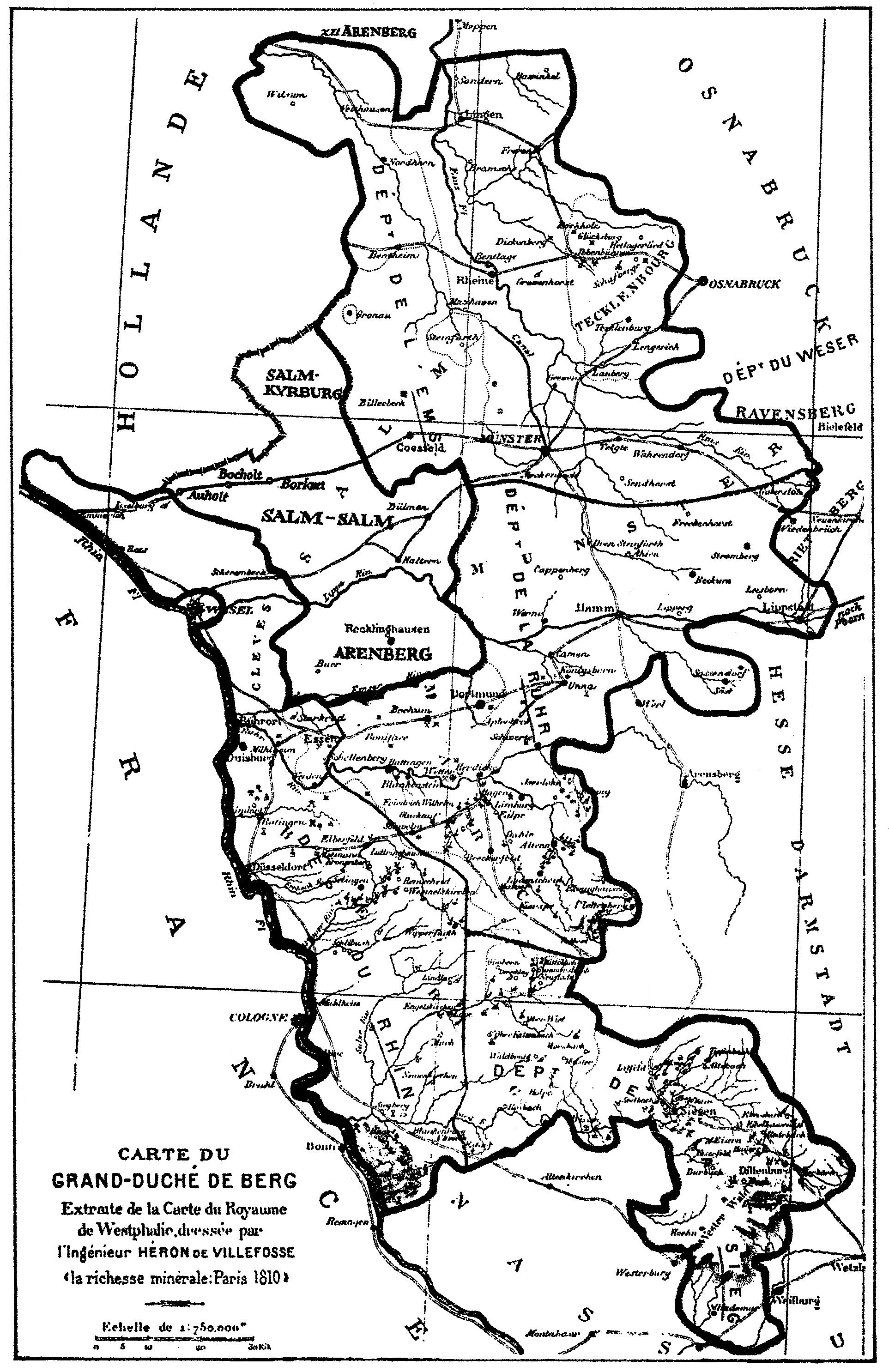
Karte mit Verwaltungsgliederung des Großherzogtums im Jahr 1810

Von erheblicher Bedeutung war die Reform der Verwaltungsstrukturen nach französischem Vorbild. Grundsätzliches Ziel war es, ähnlich wie in Frankreich, die Macht der Zentralgewalt, etwa durch die Aufhebung der Selbstverwaltung der Kommunen und der Zurückdrängung intermediärer Gewalten, zu stärken. Daneben ging es um eine Stärkung der Verwaltungseffizienz. An der Spitze standen Fachminister. Der ehemalige kurkölnische Statthalter im Vest Recklinghausen und Marschall der Ritterschaft des Herzogtums Berg, Johann Franz Joseph von Nesselrode-Reichenstein, war etwa Innenminister, später Kriegsminister und Justizminister. Finanzminister war Beugnot selbst. 1812 fiel dieses Amt Johann Peter Bislinger zu, früher Mitglied des bergischen Landesdirektoriums.
Im August 1806 wurde das Herzogtum Berg zunächst in vier Bezirke (Arrondissements) eingeteilt: Düsseldorf, Elberfeld, Mülheim am Rhein und Siegburg. Das Herzogtum Kleve gliederte man in zwei Bezirke: Essen (zunächst als Arrondissement Duisburg bezeichnet) und Wesel. Letzteres wurde nach Abtretung der namensgebenden Stadt Wesel an Frankreich (21. Januar 1808) zum Arrondissement Emmerich umbenannt.
Durch ein am 14. November 1808 in Burgos unterzeichnetes kaiserliches Dekret wurde das Großherzogtum Berg verwaltungstechnisch in vier Départements (etwa: Provinzen), zwölf Arrondissements (Regierungsbezirke) und 78 Cantons (Kreise) untergliedert. Die kleinsten Verwaltungseinheiten waren die Mairies (Bürgermeistereien). Die Départements waren das Département Rhein mit der Präfektur Düsseldorf, das Département Sieg mit der Präfektur Dillenburg, das Département Ruhr mit der Präfektur Dortmund und das Département Ems, das 1811 von Frankreich annektiert wurde, mit der Präfektur Münster. Im Dezember 1808 löste die Munizipalverwaltung für die Städte und Gemeinden die früheren Vogteien, Honnschaften und Ämter endgültig ab.
Die Gemeinden wurden der staatlichen Kontrolle unterworfen; dies beendete die kommunale Selbstverwaltung. Kleinere Gemeinden wurden zusammengelegt. Es wurden Departements-, Arrondissements- und Munizipalräte gebildet. Diese wurden allerdings ernannt und nicht gewählt. Als Präfekten der Departements wurden Deutsche, meist Adelige, ernannt. Auch der Maire (Bürgermeister) wurde ernannt. In industriell geprägten Gemeinden wie Elberfeld, Barmen (beide heute zu Wuppertal), Mülheim an der Ruhr oder Iserlohn waren dies häufig Kaufleute oder Fabrikanten, in eher ländlichen Gemeinden, aber auch in Münster, waren es oft lokale Adelige.
Die ernannten Gemeinderäte hatten nur wenig Kompetenzen und traten nur ein Mal im Jahr zusammen. Auch in diesen Räten saßen meist, nach französischem Vorbild, lokale Notabeln. Im Stadtrat von Düsseldorf etwa saßen zwischen 1806 und 1815 insgesamt 43 Männer. Davon waren allein 14 Bankiers oder Kaufleute und 5 Juristen. Dabei achtete man auf Überkonfessionalität. Im mehrheitlich katholischen Düsseldorf saßen auch Protestanten im Rat. Insgesamt drängten die Reformen die Dominanz der alten städtischen Eliten zurück.

### Defizit der politischen Verfassung und Repräsentation

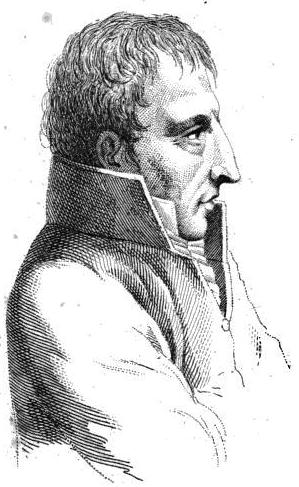
Jacques Claude Beugnot, Kommissar des Kaisers in Düsseldorf

Zu einer geschriebenen Verfassungsurkunde kam es im Großherzogtum nie. Insbesondere die französischen Vertreter vor Ort standen einer regelrechten Verfassungsgebung ablehnend gegenüber. Napoleon selbst wollte sich von einer Verfassung nicht in seinen Entscheidungen binden lassen. Verschiedene ausgearbeitete Entwürfe blieben daher ohne Wirkung.
Bereits unter Murat hatte es Überlegungen zu einer Vertretungskörperschaft als Ersatz für die alten Stände gegeben. Da man diese zunächst an eine kodifizierte Verfassung gebunden hatte, kam es vorerst nicht dazu. Nachdem infolge der Reform der Verwaltungsstrukturen von 1808 auf verschiedenen untergeordneten Ebenen Vertretungskörperschaften gebildet worden waren, war damit die alte Ständeversammlung funktionslos geworden. Reaktionen darauf gab es aus der Bevölkerung nicht. Erst beim Besuch Napoleons in Düsseldorf im Jahr 1811 kam wieder Bewegung in die Frage nach einer gesamtstaatlichen Repräsentation. Diese sollte im Wesentlichen den Reichsständen des Königreichs Westphalen ähneln. Damit stieß Napoleon allerdings auf den Widerstand von Kommissar Beugnot, der Probleme sah, das Organ politisch willfährig zu halten.
Im Jahr 1812 kam es dann zum Erlass eines organischen Statuts, das die Einrichtung eines Staatsrates und einer Repräsentation des Landes auf Basis des Zensuswahlrechtes vorsah; es trug den Titel Kaiserliches Decret, welches die Organisation des Staatsraths und des Collegiums betrifft. Die Umsetzung lahmte und blieb letztlich stecken. Die Wahl verzögerte sich, und es fanden sich häufig nicht genügend Kandidaten, weil es in den Kantonen oft nicht die geforderten Notabeln gab. Erst Anfang 1813 kam es zur Bestellung von Wahlmännern. Über diesen bescheidenen Schritt kam die Verfassungsreform nicht hinaus.

### Konfessions- und Bildungspolitik
Die Bevölkerung des Großherzogtums war konfessionell gemischt, weil das Land aus verschiedenen Territorien mit unterschiedlicher Glaubensrichtung und Konfessionsgeschichte zusammengesetzt worden war. Etwa die Hälfte waren Protestanten, die andere Hälfte Katholiken. Die rheinischen und münsterländischen Gebiete waren meist katholisch, protestantisch waren das Bergische Land, das Siegerland und das märkische Sauerland. Hinzu kam ein kleiner jüdischer Bevölkerungsanteil, der etwa 4000 bis 5000 Personen ausmachte. Bereits vor Gründung des Großherzogtums hatte die Säkularisation der Klöster begonnen. Die Bischofssitze in Köln und Münster waren vakant und wurden von Kapitelsvikaren verwaltet. Im Jahr 1811 ordnete Napoleon eine Neuorganisation der Kirchengemeinden an, orientiert an den neuen Verwaltungsgrenzen. Dies wie auch die Gründung eines Bistums in Düsseldorf kamen nicht mehr zustande. Die Geistlichen wurden vom Staat besoldet. Zu einer nennenswerten Reform des Schulwesens kam es nicht. Mit Dekreten vom Dezember 1811 ordnete Napoleon Bonaparte nach seinem Besuch des Großherzogtums, der Anfang November 1811 stattgefunden hatte, an, dass das 1794 von den Kanonen der französischen Revolutionsarmee zerstörte Düsseldorfer Schloss wiederhergestellt und zum Sitz einer Universität mit fünf Fakultäten eingerichtet werden sollte.

### Emanzipation der Juden
Die jüdische Minderheit wurde nach Vorbild des Königreichs Westphalen teilemanzipiert: Sonderbesteuerung und „Schutzbriefe“ wurden am 22. Juli 1808 durch den Finanzminister abgeschafft, eine volle staatsbürgerliche Gleichstellung wurde nicht erreicht. Die drei zentralen napoleonischen Dekrete von 1808 (Familiennamen, Konsistorien, Handelstätigkeit), die für Frankreich erlassen worden waren, traten im Großherzogtum nicht in Kraft. Die juristische Autonomie des ehemaligen Landesrabbiners Löb Aron Scheuer (1733–1821) wurde aufgehoben. Seit der Einführung des Code civil unterstanden die Juden der staatlichen Gerichtsbarkeit.

### Wirtschafts- und Agrarreformen

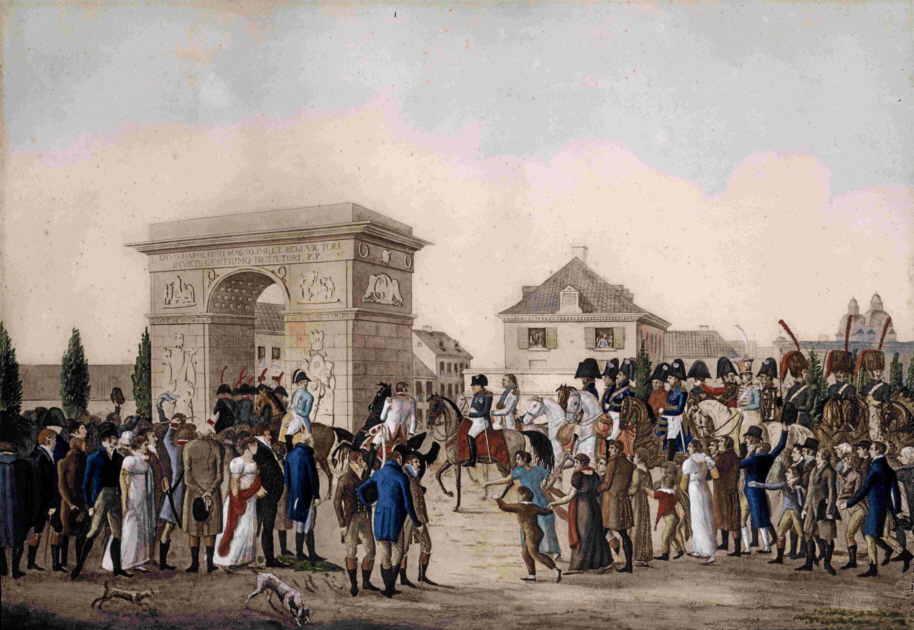
Napoleons Einzug in Düsseldorf 1811

Vorläufige Höhepunkte der Verwaltungs- und Rechtsreformen waren die formale Aufhebung des Feudalsystems und der Leibeigenschaft (Dezember 1808), die Beseitigung des Lehnswesens (Januar 1809), die Abschaffung der Zünfte, des Mühlenbanns, der Kellnereien und der Renteien sowie die allgemeine Gewerbefreiheit (März 1809). Dies begünstigte die Entstehung eines modernen Wirtschaftsbürgertums. Hinzu kamen grundlegende Reformen des Justizwesens, der Post, der Verwaltung und der Bildungspolitik. Die insbesondere für Besteuerungszwecke bereits 1805 eingeleitete Landesvermessung wurde unter maßgeblicher Mitwirkung des Astronomen und Geodäten Johann Friedrich Benzenberg fortgesetzt. Die Agrarreform erwies sich als schwierig. Es gelang nicht einmal, die unübersichtlichen Abgaben der Bauern in eine abslösbare Grundrente umzuwandeln. Zahlreiche Ablösedekrete wurden erlassen, die aber an der Praxis scheiterten. Schließlich übertrug man die französischen Hypothekenordnung auch auf das Großherzogtum. Im Prinzip waren damit die Zahlungen zu Grundrenten geworden, und der Bauer konnte über sein Land durch Kauf, Verkauf oder Tausch grundsätzlich frei verfügen. Im Jahr 1808 erließ Napoleon ein Dekret zur Aufhebung der Leibeigenschaft und zur Übertragung des vollständigen Landrechtes an die ehemaligen Leibeigenen und Pächter. Im September 1811 folgte ein weiteres Dekret, danach alle nicht privatrechtlichen feudalen Eigentumstitel erloschen waren. Das Gesetz kam aber zu spät, um noch Wirkung zu erzielen. Auch ignorierte der Adel die Bestimmungen vielfach. Auf Druck des Adels und vor dem Hintergrund des bevorstehenden Russlandfeldzuges stoppte die Regierung im Jahre 1812 sogar alle Prozesse von Bauern gegen die bisherigen Grundherren. An der Lage der Bauern änderte sich kaum etwas, da die Ablösesummen zu hoch lagen. Für den Adel dagegen bedeuteten die Reformen einen tiefen Einschnitt. Er verlor weitgehend seine feudalen Rechte, das faktische Monopol auf bestimmte Ämter und seine Steuerprivilegien. In Anlehnung an das französische Vorbild unterlagen Stammgüter und Fideikommisse der staatlichen Genehmigung.
Auf den Widerstand des Adels gegen die staatlichen Ansätze zur Bauernbefreiung reagierten viele Bauern mit Protesten. Unterstützt wurde ihre Sache von Arnold Mallinckrodt und seiner Zeitung, dem „Westfälischen Anzeiger“. Eine Delegation brachte eine Bittschrift der Bauern nach Paris, wo Napoleon sie empfing und letztlich vergeblich versprach, Abhilfe zu schaffen.

### Wirtschaft

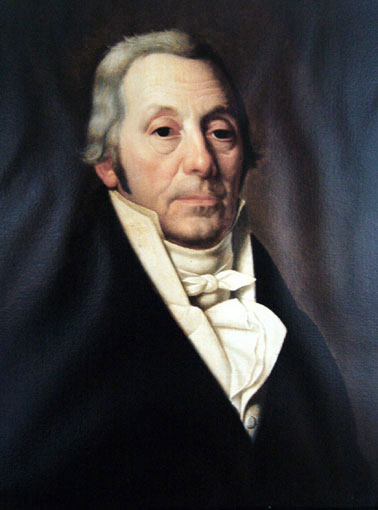
Johann Caspar Engels, hier auf einem Gemälde von Heinrich Christoph Kolbe, ein typischer Vertreter des aufstrebenden bergischen Wirtschaftsbürgertums, war auch in der Zeit des Großherzogtums wirtschaftlich erfolgreich und kommunalpolitisch aktiv. Er war der Großvater des Philosophen und Mitbegründers des Marxismus Friedrich Engels.

Zunächst erfuhr die Wirtschaft des Landes einen Aufschwung. Die gewerbliche Wirtschaft Bergs war für das napoleonische System besonders wichtig, weil in Frankreich selbst die negativen Folgen für die einheimische Wirtschaft durch die Revolution noch nicht überwunden waren. Daher räumte Frankreich dem Großherzogtum zunächst einen günstigen Zolltarif ein. Schwer schadete Berg dann jedoch die Einführung des napoleonischen Kontinentalssystems, das die Zollschranken erhöhte. Dadurch wurde das Land faktisch vom französischen, italienischen und niederländischen Markt abgeschnitten. Die Exporte Bergs gingen von 55 Millionen Franc im Jahr 1807 auf nur noch 38 Millionen im Jahr 1812 zurück. Eine Reihe von Unternehmern reagierte darauf mit der Verlagerung ihrer Betriebe auf das linke (französische) Rheinufer. Die bergischen Unternehmer forderten daher den vollen Anschluss des Landes an Frankreich. Dies wurde aber mit Sorge vor einer übermächtigen bergischen Konkurrenz für französische Produkte abgelehnt. Wenig profitierte das Großherzogtum vom Schmuggel gegen die Kontinentalsperre. Statt des Exports nach Frankreich musste sich die Wirtschaft des Großherzogtums nun auf den Handel im deutschen Bereich konzentrieren. Die wirtschaftsgeografische Verlagerung des Handels von der Küste ins Binnenland, insbesondere an den Rhein, stärkte allerdings auch einzelne Wirtschaftssektoren des Großherzogtums. So gründete Friedrich Krupp 1811 – gerade unter den günstigen Bedingungen der Kontinentalsperre, die den Import englischen Gussstahls unterband – zusammen mit Partnern in Essen eine Gussstahlfabrik, die einen Kristallisationskern der Industrialisierung des Ruhrgebiets bildete.
Zentrum des Textilgewerbes war das Gebiet um Barmen und Elberfeld. Bereits vor der Gründung des Großherzogtums gewann die Baumwollherstellung und -verarbeitung an Bedeutung. Die Entwicklung stagnierte nach 1806 auf Grund der Zollpolitik. In diesem Bereich waren im Großherzogtum bereits 50.000 Menschen beschäftigt. Die Eisenerzeugung und -verarbeitung erfuhr in der Zeit des Großherzogtums einen erheblichen Aufschwung. Von Bedeutung war hier insbesondere die kleingewerbliche Herstellung von Metallfertigwaren, etwa von Messern in Solingen. Insgesamt war dieser Sektor mit 5000 Beschäftigten aber noch vergleichsweise klein.

### Bergische Post
Unter der Leitung des französischen Postinspektors Du Preuil wurden die Posteinrichtungen der von den Thurn und Taxis betriebenen Kaiserlichen Reichspost, die bisher die Postdienste im Herzogtum Berg bewerkstelligt hatte, im Mai 1806 auf Geheiß Herzog Joachims beschlagnahmt. Du Preuil, der unter der Aufsicht des bergischen Finanzministeriums agierte und alsbald zum bergischen Generalpostdirektor bestellt worden war, begann damit, das Postwesen der Bergischen Post nach französischen Anforderungen und Mustern zu organisieren, wobei eine besondere Verknüpfung mit der Post im norddeutschen Raum zu berücksichtigen war. 1809 übernahm die Bergische Post auch die Post im Herzogtum Arenberg-Meppen und im Fürstentum Salm. Auf Anweisung Napoleons wurden in den Bergischen Postämtern verdächtige Postsachen eingesehen und observiert, auch um Maßnahmen gegen die Kontinentalsperre aufzudecken.

### Militär

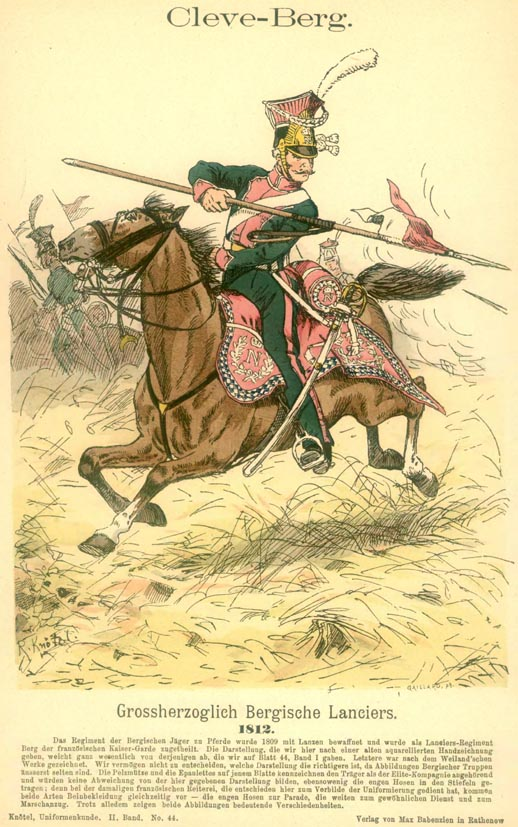
Bergische Lanzenreiter, 1812

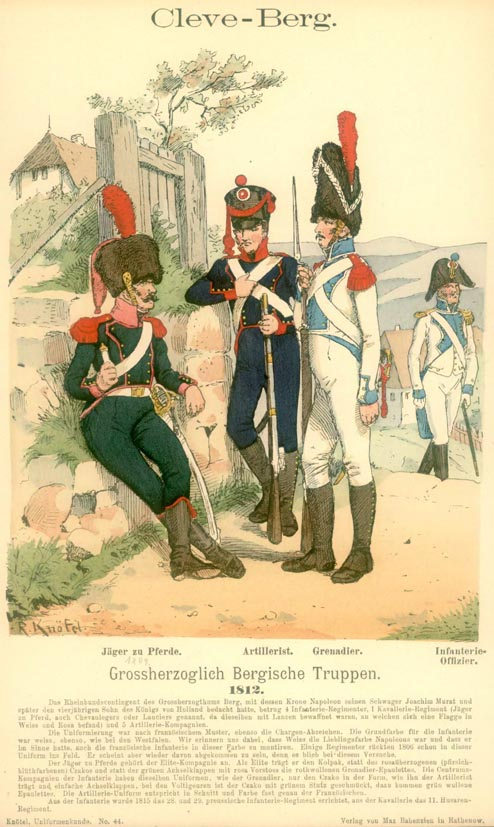
Jäger zu Pferde, Artillerist, Grenadier und Infanterie-Offizier, 1812

Nach den völkerrechtlichen Bestimmungen der Rheinbundakte hatte das Großherzogtum für den militärischen Konfliktfall Truppen zu stellen und für die Armee zu bezahlen. Für viele Einwohner war die Einführung der allgemeinen Wehrpflicht etwas Neues. Sie trug erheblich zum wachsenden Unmut gegen das Regime bei.
Bereits im Jahr 1806 wurde das 1. Bergische Linien-Infanterieregiment mit Standort Düsseldorf aufgestellt. Im Jahr 1808 kamen zwei weitere gleichartige Regimenter dazu. Ein viertes folgte 1811. Hinzu kamen die berittene Artillerie, Fußartillerie sowie technische Einheiten. Eine erste Kavallerieeinheit wurde 1807 aufgestellt (Chevau-légers du Grand-duché de Berg). Ursprünglich handelte es sich um Chevauleger mit prachtvollen Uniformen nach polnischem Vorbild. Später wechselte der Charakter hin zu einer Einheit Jäger zu Pferde mit einer schlichten grünen Uniform. Im Jahr 1810 wurde sie mit Lanzen ausgestattet und als Lanciers definiert. Um 1812 folgte eine zweite Kavallerieeinheit. Ab 1808 führten die Fahnen der großherzoglich bergischen Verbände den Sinnspruch Et nos Caesare duce (wörtlich: „Auch wir, unter der Führung des Kaisers“). Damit brachten sie zum Ausdruck, dass Kaiser Napoleon als Regent des Großherzogtums ihr unmittelbarer Oberbefehlshaber war.
Insbesondere die bergische Kavallerie erfuhr Anerkennung. Seit 1808 gehörte sie im Spanienfeldzug zur Kaisergarde und zeichnete sich in verschiedenen Schlachten und Gefechten aus. Die Fußtruppen wurden 1807 bei der Belagerung von Graudenz und 1809 im Krieg gegen Österreich eingesetzt. Ein Großteil der bergischen Truppen machte den Russlandfeldzug mit. Ein Teil der bergischen Mineure und Sappeure gehörte zur Gardeartillerie. Ein Großteil der bergischen Kavallerie geriet während der Schlacht an der Beresina in russische Kriegsgefangenschaft. Von 5000 Mann kamen im Januar 1813 nur 300 Mann wieder in Marienwerder an.
Das Land stellte 1806 3000 Mann. 1813 waren die bergischen Truppen 9600 Mann stark. Kommandeur war der Franzose François-Étienne Damas. Die meisten Offiziere waren allerdings Deutsche. Den Truppenaushebungen versuchten sich viele Rekruten durch Flucht zu entziehen. Sie wichen nach Holland oder in das Großherzogtum Hessen aus. Die neuen Soldaten mussten durch Gendarmen an der Flucht gehindert werden. In Lüdenscheid und Unna kam es als Folge von Aushebungen zu Unruhen. Um Desertionen zu verhindern, wurden die bergischen Einheiten vorwiegend an weit entfernten Kriegsschauplätzen, etwa in Spanien oder im Russlandfeldzug, eingesetzt. Im Jahr 1813 gelang es den Behörden nur noch, eine Truppe von 1200 Mann auszuheben. Ein Teil der bergischen Soldaten ging nach der Völkerschlacht bei Leipzig ins preußische Lager über.
Nach dem Sieg der Alliierten wurden die bergischen Einheiten in die preußische Armee eingegliedert. Aus der Infanterie wurde das 28. und 29. Preußische Infanterie-Regiment. Aus der Kavallerie ging nach Zwischenstufen das 11. Preußische Husaren-Regiment hervor.

## Unruhen 1813 und Ende
Insgesamt blieb die Wirksamkeit der nur fünf Jahre dauernden Reformpolitik begrenzt. Vor allem gab es in der Bevölkerung, anders als in den linksrheinischen Gebieten, wo die Franzosenzeit bis zu zwanzig Jahre gedauert hatte, keine wirklichen Träger der Politik. Der Landadel blieb wegen der Agrarpolitik skeptisch, die Masse der Bevölkerung litt unter sozialer Not und unter der Wehrpflicht. Das Wirtschaftsbürgertum, das von der Reformpolitik eher profitierte, blieb als Folge der verfehlten Wirtschaftspolitik abseits.
Dem kaiserlichen Kommissar Beugnot war klar, dass es schwierig war, aus zahlreichen früheren Territorien ein „Vaterland“ zu schaffen. Tatsächlich blieb das Großherzogtum ein Kunststaat. Nach der Niederlage Napoleons in Russland begann sich die Stimmung offen gegen die französische Herrschaft zu wenden. Den Behörden war bekannt, dass die Beamten in der Grafschaft Mark insgeheim immer noch dem preußischen König treu waren und es Beziehungen zum Freiherrn vom Stein gab. Gegen die neuerlichen Truppenaushebungen flammten Anfang des Jahres 1813 schwere Unruhen auf. Vielerorts wurden die Aufständischen „Knüppel- oder Speckrussen“ genannt. Die Aufstände gingen von Ronsdorf aus und erfassten immer weitere Gebiete wie Solingen, Velbert, Wipperfürth, Elberfeld, Hagen, Gummersbach oder Herborn. Eine Rolle spielten auch die wirtschaftlichen Probleme. Diese Erhebung gilt als einer der ersten offenen Aufstände gegen die napoleonische Herrschaft im deutschen Raum. Die Revolten konnten nur durch militärische Mittel unterdrückt werden. Dabei waren auch Truppen aus dem benachbarten Königreich Westphalen unter dem Kommando des salmischen Erbprinzen Florentin behilflich.

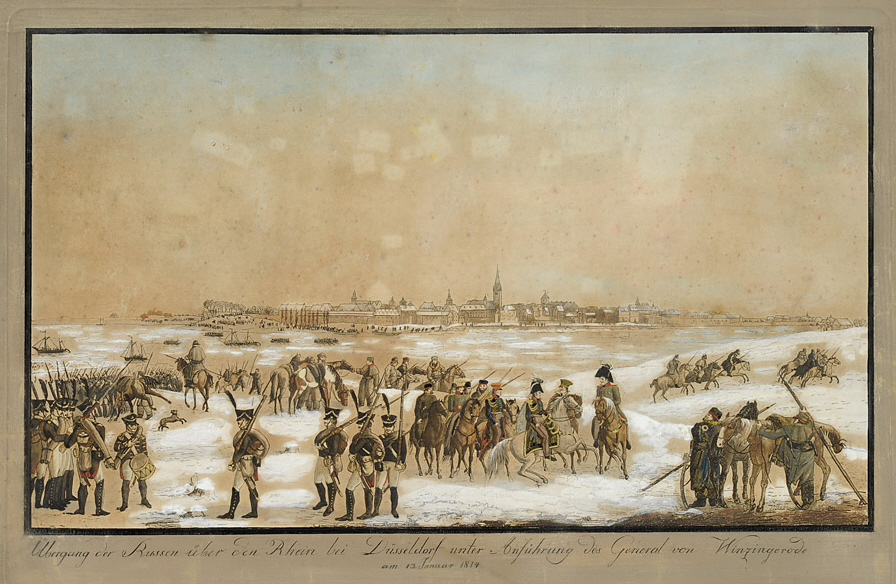
Übergang der Russen über den Rhein bei Düsseldorf unter Anführung des Generals von Winzingerode am 13. Januar 1814, handkolorierte Radierung, Düsseldorf um 1815

Bald nach der Völkerschlacht bei Leipzig löste sich das Großherzogtum faktisch auf. Die französischen Spitzenbeamten nahmen die bergische Staatskasse und verließen das Großherzogtum. Am 10. November 1813 hielt ein Vortrupp der alliierten Armeen unter dem Kosaken-General Jussefowitsch Einzug in Düsseldorf, der von der Bevölkerung als Befreier bejubelt wurde. Ihm folgten ein russisches Armeekorps unter dem Generalleutnant Graf St. Priest und preußische Truppen. Von 1813 bis 1815 wurde im Gebiet des ehemaligen Herzogtums Berg sowie der Herrschaften Gimborn, Homburg und Wildenburg das Generalgouvernement Berg als interimistische Verwaltung eingerichtet, anfangs unter der Leitung von Karl Justus Gruner, der am 13. November 1813 in Düsseldorf eintraf. Die nördlichen und östlichen Landesteile des Großherzogtums fielen an das ebenfalls interimistische Generalgouvernement zwischen Weser und Rhein mit Sitz in Münster.
Der größte Teil des Gebiets des Großherzogtums fiel durch Artikel XXIV der Hauptakte des Wiener Kongresses schließlich Preußen zu und ging in den beiden neuen preußischen Provinzen Jülich-Kleve-Berg mit Sitz in Köln und Westfalen mit Sitz in Münster auf. Der äußerste Norden des Großherzogtums mit den ehemaligen Grafschaften Bentheim und Lingen kam zum Königreich Hannover.
Der Titel eines Großherzogs von Kleve und Berg ging auf den preußischen König, Friedrich Wilhelm III., und das Haus Hohenzollern über.
Trotz umfassender Restauration alter Herrschafts- und Rechtsverhältnisse blieben in vielen rheinischen Landesteilen des vormaligen Großherzogtums – ähnlich wie in Frankreich, Belgien, den Niederlanden, Luxemburg, großen Teilen Italiens, Teilen Polens und einigen deutschen Ländern – die französische Gerichtsordnung sowie der Code civil in Kraft, wo sie sich in einer spezifischen Rechtstradition des „Rheinischen Rechts“ bis 1900 fortentwickelten.

## Weitere Entwicklung
Am 1. Januar 1814 wurde das Großherzogtum Berg selbst mit dem Kanton Gummersbach und der Gemeinde Friesenhagen in vier Kreise aufgeteilt, die jeweils einem Direktor unterstanden. Diese hatten, anders als die bisherigen Präfekten und Unterpräfekten, nicht mehr die Polizeiverwaltung unter sich. Die neu eingeteilten Kreise waren Düsseldorf, Elberfeld, Mülheim und Wipperfürth.
Übergeordnet war der Kreis Düsseldorf, dessen Direktor auch Landesdirektor war. Er führte außerdem die Verwaltung der staatlichen Brandassekuranzkasse und das Präsidium des Medizinalrates, dem das Medizinalwesen sowie die Medizinal- und Sanitätspolizei in allen Kreisen unterstanden. Die Verwaltungspolizei kommandierte ein Polizeidirektor in Düsseldorf, dem in den Kantonen jeweils ein Polizeivogt unterstand.
1822 wurde die Provinz Jülich-Kleve-Berg mit der ebenfalls 1815 gebildeten Provinz Großherzogtum Niederrhein (Verwaltungssitz in Koblenz) zur Rheinprovinz vereinigt.
1946 wurde der nördliche Teil der Rheinprovinz mit der Provinz Westfalen zum neuen Land Nordrhein-Westfalen vereinigt und die ehemalige bergische Hauptstadt Düsseldorf zur Hauptstadt von Nordrhein-Westfalen bestimmt. Das neue Land – seit 1949 Land der Bundesrepublik Deutschland – stellt sich nach Geschichte, rechtlicher Sukzession, Größe, Lage und Hauptstadt als Nachfolger des Großherzogtums Berg dar.

## Großherzöge
- Joachim Murat (15. März 1806 bis 15. Juli 1808)
- Napoleon Bonaparte (16. Juli 1808 bis 2. März 1809)
- Napoléon Louis Bonaparte (3. März 1809 bis November 1813)
  - Regent: Napoléon Bonaparte (3. März 1809 bis November 1813)

## Minister-Staatssekretäre
- Jean Antoine Michel Agar (Sommer 1806 bis Juli 1808, hauptamtlich, Amtssitz in Düsseldorf)
- Michel Gaudin (August 1808 bis 31. Dezember 1808, nebenamtlich, Amtssitz in Paris)
- Hugues-Bernard Maret (1. Januar 1809 bis 23. September 1810, nebenamtlich, Amtssitz in Paris)
- Pierre-Louis Roederer (24. September 1810 bis November 1813, hauptamtlich, Amtssitz in Paris)